# Caso subesivo
El caso subesivo ( abreviado sube ) es un caso gramatical que indica una ubicación debajo del suelo o debajo de algún objeto. Ocurre en las lenguas del Cáucaso nororiental como Tsez y Bezhta , así como en Nubio antiguo .